# Poartă-te ca o doamnă, gândește ca un bărbat
Poartă-te ca o doamnă, gândește ca un bărbat (engleză Think Like a Man) este o comedie romantică americană din 2012 regizată de Tim Story și bazată pe cartea Act Like a Lady, Think Like a Man din 2009 a lui Steve Harvey. Filmul a fost lansat pe 20 aprilie 2012 de Screen Gems. Pe 28 iunie 2012 a fost urmat de Think Like a Man Too (Nebunie în Las Vegas).

## Legături externe
- Site web oficial
- Think Like a Man Too la Internet Movie Database
- Think Like a Man Too la Box Office Mojo
- Think Like a Man Too la Rotten Tomatoes
- Think Like a Man Too la Metacritic